# 維利尼揚斯克區

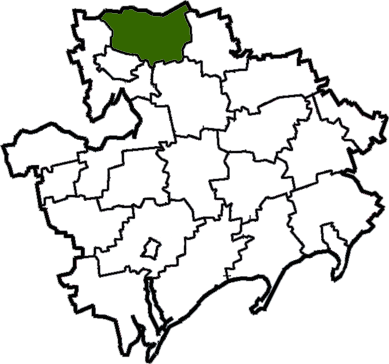
撤销前維利尼揚斯克區在扎波羅熱州的位置

維利尼揚斯克區（烏克蘭語：Вільнянський район）曾是烏克蘭東南部扎波羅熱州的一個區，行政中心設於維利尼揚斯克，面積1,280平方公里，2013年人口47,996，人口密度每平方公里37.5人。
该区在2020年7月18日的乌克兰行政区划改革中被撤销，改革后扎波羅熱州下分为5个区，維利尼揚斯克區合并至扎波羅熱區。